# Cesare Brambilla

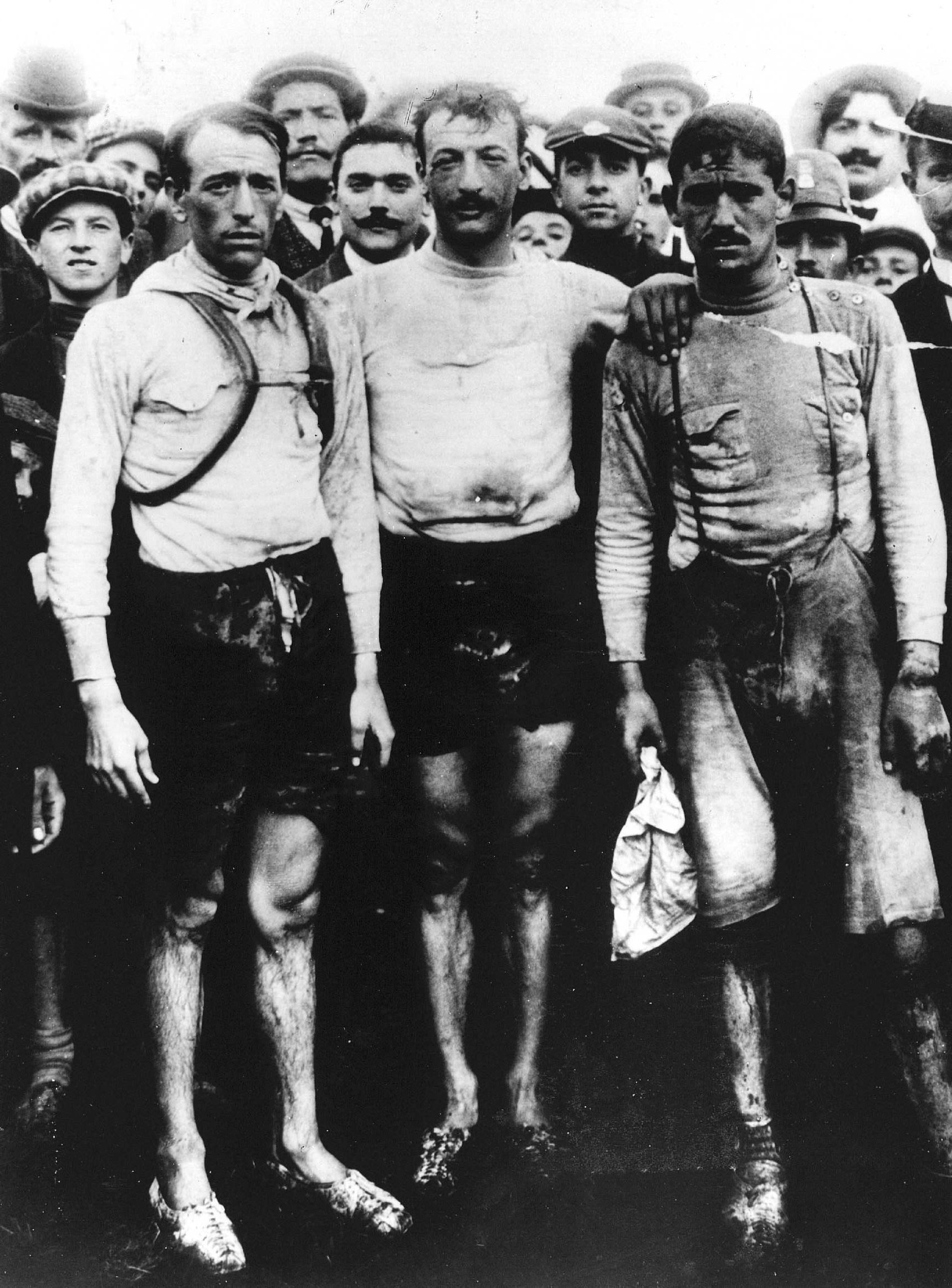
Cesare Brambilla, Luigi Ganna und Pierre Dane (v. l. n. r.) beim Giro d’Italia 1909

Cesare Luigi Brambilla (* 3. Mai 1885 in Bernareggio; † 3. März 1954 in Mailand) war ein italienischer Rad- und Automobilrennfahrer.
1902 wurde Cesare Brambilla italienischer Amateurmeister im Sprint.  Von 1905 bis 1909 war er Profi. Größter Erfolg seiner Laufbahn war sein Sieg bei der Lombardei-Rundfahrt im Jahre 1906.
Vor 1910 war Brambilla auch bereits im Motorsport aktiv. In den Jahren 1908 und 1909 war er Werksfahrer bei Bianchi und pilotierte den von Giuseppe Merosi konstruierten 120-HP-Grand-Prix-Wagen. Spätestens im Jahr 1923 nahm er seine Aktivitäten wieder auf und trat mit einem Anzani-Cyclecar beim Circuito del Garda an, wo er ausfiel. In den Jahren 1924 und 1925 gelangen ihm vier Klassensiege, darunter der Sieg in der Kategorie bis 1100 cm³ Hubraum beim Circuito del Garda auf G.A.R.-Chapuis-Dornier.
Cesare Brambilla war ein Onkel des Radrennfahrers Pierre Brambilla. Er starb im März 1954 im Alter von 68 Jahren in Mailand.